# Zərdab
Zərdab – miasto w centralnym Azerbejdżanie. Stolica rejonu Zərdab. Populacja wynosi 11 tys. (2022).